# Greenwald (Minnesota)
Greenwald è un comune degli Stati Uniti d'America, situato nello Stato del Minnesota, nella Contea di Stearns.